# Medico di emergenza
Un medico d'emergenza-urgenza (o MEU) è uno specialista che garantisce la prima valutazione, la diagnosi, la stabilizzazione e la cura dei pazienti con condizioni cliniche critiche o apparentemente stabili ma potenzialmente evolutive, nelle prime fasi di una patologia acuta o di un trauma, sia in contesto pre-ospedaliero che intraospedaliero.
Il MEU svolge il suo operato dal territorio all'ospedale: servizi di emergenza territoriale, punto di primo intervento, Pronto Soccorso, Dipartimento di Emergenza di 1º e di 2º livello, Osservazione Breve Intensiva (OBI), Medicina d'Emergenza-Urgenza, Terapia semi-intensiva. Si occupa anche di risposte alle maxiemergenze, in collaborazione con molti altri attori, oltre ad avere un ruolo di prima linea nella gestione delle pandemie. In Italia è soprattutto riconosciuto come medico di Pronto Soccorso e 118.
Si differenzia dalla figura del medico di emergenza territoriale (MET, o MEST a seconda del contesto regionale) per la formazione ed il campo d'impiego più ampio. La figura del MET, infatti, rientra nella medicina generale, ed è impiegata quasi esclusivamente nell'extraospedaliero (servizi di emergenza territoriale, ambulanza, auto medica, elicottero, punto di primo intervento).